# Excitó

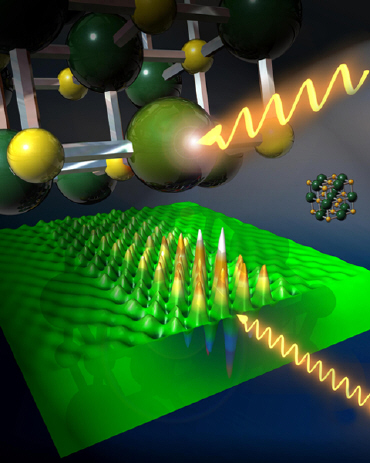
Excitó de Frenkel

Un  excitó  és una quasipartícula (o excitació elemental) dels sòlids formada per un electró i un forat lligats a través de la interacció coulombiana. Es dona únicament en semiconductors i aïllants.
Una manera d'entendre la formació de l'excitó és la següent: un fotó arriba a un semiconductor, excitant un electró des de la banda de valència a la banda de conducció. El buit que deixa després de si l'electró a la banda de valència, en tenir càrrega oposada, interacciona amb ell, atraient-lo a través de la força de Coulomb, de manera que queden lligats l'un a l'altre. El sistema que resulta d'aquest vincle és justament l'excitó, i posseeix una energia lleugerament menor que la d'un electró i un forat lliures.
Atès que aquest sistema és similar al que formen, en els àtoms hidrogenoides, l'electró i el nucli, la seva funció d'ona també serà hidrogenoide. No obstant això, l'energia de lligadura és molt menor, i la seva mida molt més gran que els de l'àtom d'hidrogen, a causa dels efectes de pantalla (que es tradueix en una permitivitat dielèctrica més gran que la del buit) i a la massa efectiva de l'electró i el buit, que són característics del material.
En un àtom d'hidrogen el nucli i l'electró poden tenir l'espín paral·lel o antiparal·lel, i el mateix li succeeix a l'excitó.

## Subtipus
Els excitons es poden classificar atenent a dos casos límit, que depenen de les propietats del material en qüestió:
- Excitó de Mott-Wannier : A semiconductors, la permitivitat dielèctrica és, en general, gran i, per tant, l'apantallament tendeix a reduir la interacció coulombiana entre els electrons i els forats.  El resultat és un excitó de Mott-Wannier , que té un radi molt major que el paràmetre de xarxa del material. Això fa que l'efecte del potencial cristal hagi de ser incorporat en el càlcul de les masses efectives de l'electró i el buit, que seran per tant menors. A causa d'això i a l'apantallament de la interacció coulombiana, l'energia de lligadura d'aquests excitons sol ser molt menor que la de l'àtom d'hidrogen, típicament de l'ordre de 0,1 eV. Aquest tipus d'excitó li deu el seu nom als físics Sir Nevill Francis Mott i Gregory Wannier.

- Excitó de Frenkel : Quan la permitivitat dielèctrica del material és molt petita, aleshores la interacció coulombiana entre l'electró i el buit es torna molt fort i els excitons tendeixen a ser molt menors, de l'ordre de la mida la cel unitat, per la qual cosa l'electró i el buit queden emplaçats en la mateixa cel la. Aquest  excitó de Frenkel , anomenat així pel físic Yakov Frenkel, té una energia de lligadura típica de l'ordre d'1,0 eV.

Alternativament, un excitó pot considerar-se com un estat excitat d'un àtom o ió que vaga d'una cel·la de la xarxa cristal·lina a una altra.
Sovint hi ha més d'una banda tant per l'electró com per al buit, el que dona lloc a diferents tipus d'excitons dins d'un mateix material. Fins i tot poden utilitzar-se bandes d'alta energia per a la formació d'excitons, com es demostra en experiments d'absorció de dos fotons de femtosegon s.

## Dinàmica
La probabilitat que un parell electró-buit es recombinen (l'electró passi a ocupar el buit) està limitada per la dificultat que suposa per al parell la pèrdua de l'excés d'energia que conté, de manera que els excitons tenen una vida mitjana relativament llarga (s'han arribat a observar vides mitjanes superiors a diversos mil·lisegons en òxid cuprós Cu₂O). S'han proposat múltiples mecanismes de desexcitació excitoica, entre els quals hi ha dos d'especial importància. El primer consisteix en la dissipació de l'energia de l'excitó a través de la seva interacció amb fonons. El segon és a través de la desexcitació radiativa, en la qual l'energia sobrant és cedida en forma de radiació electromagnètica. En general actua una combinació d'ambdós processos.
Un altre factor limitant en la probabilitat de recombinació és la superposició espacial de les funcions d'ona de l'electró i el buit. Aquesta superposició és menor per als electrons i buits més lleugers i per a estats molt excitats.
A més, els excitons poden moure's a través del sòlid. Amb aquesta energia cinètica addicional l'energia total de l'excitó pot superar a la de la gap. Els excitons que es propaguen a través de cristalls moleculars són uns dels de major interès.

## Característiques
- Atès que un excitó és un estat lligat entre un electró i un forat, la càrrega total d'aquesta quasipartícula és nul, de manera que en el seu moviment no transporta càrrega elèctrica, encara que sí energia.

## Interaccions

### Amb altres partícules
Els excitons són el principal mecanisme d'emissió i absorció de llum (emissió fotònica) en semiconductors a baixa temperatura, quan el producte de la constant de Boltzmann, k, per la temperatura, T, és menor que l'energia de lligadura de l'excitó (kT <E {\displaystyle _{exciton}}). Aquest mecanisme deixa de ser important a altes temperatures, on predominen altres mecanismes com la recombinació electrònica de parells lliures electró-buit (que no estan lligats formant un excitó), o transicions entre nivells que es troben a l'interior del gap (introduïts per defectes de la xarxa cristal·lina).
Com a conseqüència l'única forma d'estudiar els excitons a partir de mesures d'absorció o emissió òptica és reduir la temperatura fins a assolir temperatures de l'ordre d'unes desenes de kèlvins (encara que depèn de l'energia de lligadura de cada excitó).
Els excitons també poden interaccionar amb fonons i amb distorsions de la xarxa (produïdes per defectes com ara vacants, o impureses per formar polarones.

### Amb altres excitons
Sempre que la interacció sigui atractiva, un excitó pot lligar-se amb altres excitons per formar un 'biexcitó', de forma anàloga al que succeeix amb les molècules de dihidrogen (H {\displaystyle _{2}}). Si es forma una alta densitat d'excitons, la interacció entre ells pot formar un "líquid d'electrons-forats", un estat de l'espai de moments en semiconductors indirectes.
D'altra banda, els excitons són partícules d'espín sencer, que obeeixen per tant a l'estadística de Bose-Einstein (en el límit de densitats baixes). S'ha predit que en alguns sistemes, on les interaccions entre excitons són repulsives, poden aparèixer condensats de Bose-Einstein com l'estat fonamental d'aquest, havent-se observat aquests condensats en alguns experiments. S'hi refredar una mostra per sota dels 5 kèlvins. Quan els electrons es recombinen amb els forats produeixen fotons, que, després de passar per un muntatge òptic, donen lloc a patrons d'interferència electromagnètica molt definits, el que és signe que es tracta de llum molt coherent, el que indica que provenen de desexcitacions molt coherents, com les que es donarien en un condensat de Bose-Einstein.